# Isatis spectabilis
Isatis spectabilis là một loài thực vật có hoa trong họ Cải. Loài này được P.H.Davis mô tả khoa học đầu tiên năm 1964.